# Isabelle de Borchgrave
Pour les articles homonymes, voir Borchgrave.
Isabelle de Borchgrave d'Altena, née Isabelle Jacobs le 10 avril 1946 à Etterbeek et morte le 17 octobre 2024 à Ixelles, est une peintre belge.

## Biographie

### Famille
Isabelle Jacobs est la fille d'Albert Jacobs, consul honoraire de Tunisie, et de Françoise Braun. Elle se marie le 24 mai 1975 à Brussegem et Venise avec le comte Werner de Borchgrave d'Altena (1946), M. Sc. Ec., membre de la famille de Borchgrave d'Altena. De ce mariage sont nés à Beyrouth deux enfants : une fille Pauline, diplômée en histoire de l'art et de l'image, et un fils Nicolas, réalisateur de films.

### Carrière
Après trois années passées au centre des Arts décoratifs et à l’Académie royale des beaux-arts de Bruxelles, Isabelle de Borchgrave ouvre un magasin qui jouxte son atelier dans le quartier du Sablon à Bruxelles, « La Tour de Bébelle ». Elle réalise de nombreux chantiers privés et commerciaux dans le monde entier. Décorations pour des hôtels (notamment pour l’hôtel Cipriani à Venise et l’Hôtel Sheraton de Bruxelles), pour des maisons privées, des vitrines de magasins (Hermès Hong Kong, 2006), des fêtes en tout genre, des décors de défilés (notamment pour Christian Dior en 2007). Elle travaillera également en collaboration avec les grands noms des licences internationales : Gien, Caspari, Target, Arte, etc.
En 1994, après une visite au Metropolitan Museum of Art, Isabelle de Borchgrave et la costumière canadienne Rita Brown vont concevoir et réaliser une collection historique de vêtements en papier appelée « Papiers à la Mode », où 300 ans de l’histoire de la mode sont illustrés d'Élisabeth Ire à Coco Chanel. Cette vaste collection va très vite connaître un succès international. Elle sera exposée pour la première fois en 1998 à Mulhouse en France au Musée de l'impression sur étoffes. Elle voyagera par la suite dans le monde entier : en 1999 elle sera notamment au Fashion Institute de New York et au Musée des beaux-arts de Boston, en 2000 au Victoria & Albert Museum de Londres, en 2001 au Musée royal de l'Ontario, en 2002 la collection fera un tour du Japon (Tokyo, Osaka, Yokohama, etc.). 
Isabelle de Borchgrave a quatre collections de costumes en papier : « Papiers à la Mode », « Mariano Fortuny » (exposée pour la première fois en 2008 au Palazzo Fortuny à Venise en Italie), « I Medici » (2009, Palazzo Medici Riccardi, Florence, Italie) et « Les Ballets Russes » (collection dévoilée pour la première fois au Théâtre de la Monnaie à Bruxelles le 10 octobre 2010).
En 2011, le California Palace of the Legion of Honor a consacré à Isabelle de Borchgrave une rétrospective sur son travail en papier : « Pulp Fashion, the Art of Isabelle de Borchgrave ». 

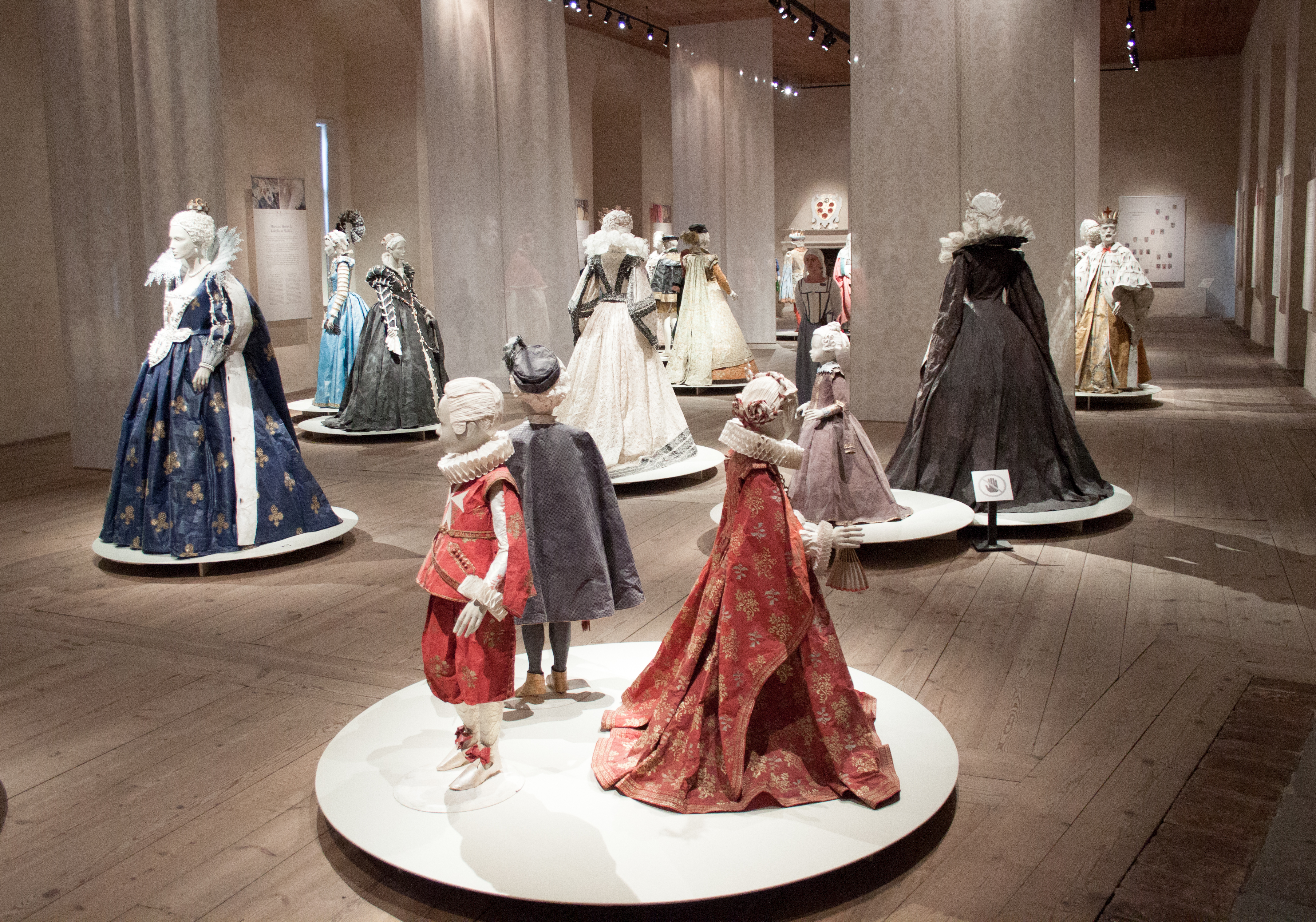
Exposition d'Isabelle de Borchgrave au château de Kalmar en 2017.

Plusieurs costumes en papier sont exposés de manière permanente dans certains des plus grands musées du monde : le château de Versailles (Paris, France), Tsarkoïe Selo (Saint-Pétersbourg, Russie), Venaria Reale (Turin, Italie), Music Instruments Museum (en) de Phoenix (États-Unis)…
Isabelle de Borchgrave est installée dans un nouvel atelier à Bruxelles depuis avril 2010, construit par les architectes anversois Claire Bataille et Paul Ibens (nl). Dans les années 2010, elle se met également à la sculpture au fer forgé. En 2019, elle dessine un ensemble de couverts avec la maison Serax baptisé Blue is the new Black.

### Mort
Isabelle de Borchgrave meurt à Ixelles le 17 octobre 2024 à l'âge de 78 ans,.

## Décoration
- Commandeure de l'ordre de la Couronne (Belgique) par arrêté royal du 8 juillet 2013[10].

## Expositions

### Expositions personnelles - costumes en papier
- 2019 : Rêves de papier, Château de Champs-sur-Marne[11],
- 2012 : Prêt-à-Papier: The Exquisite Art of Isabelle de Borchgrave, Hillwood Estate, Museum & Gardens, Washington DC, États-Unis[12]
- 2011 : La Pièce des Bains de Marie-Antoinette, Château de Versailles, Paris (Permanent)
- 2011 : Pulp Fashion – The Art of Isabelle de Borchgrave, The Legion of Honor, The Fine Arts Museum of San Francisco, États-Unis
- 2010 : I Medici – une Renaissance en papier, Musées Royaux d’Arts et d’Histoire, Bruxelles, Belgique
- 2009 : I Medici – Il sogno ritorna, Palazzo Medici Riccardi, Florence, Italie
- 2008 : Rêves de Papier. Isabelle de Borchgrave interprète Mariano Fortuny, Musée des Tissus, Lyon, France
- 2008 : Papiers à la Mode, Fundaçao Armando Alvares Penteado (FAAP), Sao Paulo, Brésil
- 2008 : Un mondo di carta. Isabelle de Borchgrave incontra Mariano Fortuny, Museo Fortuny, Venise, Italie
- 2007 : La reggia di Venaria e i Savoia. Arte, magnificenza e storia di una corte europea, Reggia di Venaria Reale, Turin, Italie (Permanent)
- 2007 : Kaftans & Vases, Shanghai Fine Jewellery and Art Fair, Shanghai, Chine
- 2005 : Papiers à la Mode, Royal Palace, Luxembourg
- 2004 : Papiers à la Mode, Sadberk Hanim Muzesi, Istanbul, Turquie
- 2004 : Papiers à la Mode, ModeNatie, Anvers, Belgique
- 2003 : Papiers à la Mode, château de Belœil, Belœil, Belgique
- 2002 : Papiers à la Mode, Matsuya Ginza Exhibition Hall, Tokyo, Japon
- 2002 : Papiers à la Mode, Takashimaya Exhibition Hall, Yokohama, Japon
- 2002 : Papiers à la Mode, Shizuoka Art Gallery, Shizuoka, Japon
- 2002 : Papiers à la Mode, Kushiro Art Museum, Hokkaido, Japon
- 2002 : Papiers à la Mode, Meitetsu Emza Gallery, Kanazawa, Japon
- 2002 : Papiers à la Mode, Daimaru Museum, Osaka, Japon
- 2001 : Papiers à la Mode, Royal Ontario Museum, Toronto, Canada
- 2001 : Robe d’un jour, MRAH, Bruxelles, Belgique
- 2001 : Mode 2001, MUKA, Anvers, Belgique
- 2000 : Papiers à la Mode, Flanders Fashion Institute, Anvers, Belgique
- 2000 : Papiers à la Mode, Victoria & Albert Museum, Londres, Angleterre
- 1999 : Papiers à la Mode, Hôtel Braquenié, Paris, France
- 1999 : Papiers à la Mode, Museum of Fine Arts, Boston, États-Unis
- 1999 : Papiers à la Mode, Fashion Institute, New York, États-Unis
- 1998 : Papiers à la Mode, Musée de l’Impression sur Étoffes, Mulhouse, France

### Expositions personnelles - peintures
- 2022 : L’Égypte et le Nil, Galerie Berko de Knokke Le Zoute[13]
- 2018 : Africa Inside Me, Bruxelles[14]
- 2014 : A Touch Of Spice, Galerie Berko de Knokke Le Zoute[15]
- 2011 : Isabelle de Borchgrave : Recent Paintings and Sculptures, Serge Sorokko Gallery, San Francisco, États-Unis
- 2010 : Baba Yaga, le papier et ses sortilèges, Galerie du Passage, Paris, France
- 2004 : Murmures, Galerie Dar Cherifa, Marrakech, Maroc
- 2004 : Fenêtres, Galerie Berko, Knokke-le-Zoute, Belgique
- 2003 : Les silences du Bosphore, Arthus Gallery, Bruxelles, Belgique
- 2001 : De la Suisse dans les idées, Vérand’ Anne, Gstaadt, Suisse
- 2001 : Printemps à l’Arboretum, Arboretum, Kalmthout, Anvers
- 2000 : Pivoine, Orangerie du château de Oosterzeel, Oosterzeel, Belgique
- 1997 : Intérieur Jardin, Galerie Berko, Knokke le Zoute, Belgique
- 1997 : Singeries, Galerie l’Arche de Noé, Bruxelles, Belgique
- 1995 : Entre Terre Ciel et Mer, Galerie Berko, Knokke le Zoute, Belgique
- 1994 : Portraits de Basse-cour, Galerie Arche, Bruxelles, Belgique
- 1993 : Au détour du Zwin, Galerie Berko, Knokke le Zoute, Belgique
- 1992 : Anna May, Chadwick Gallery, Londres, Angleterre
- 1991 : Les Plateaux, Centre culturel d’Angoulême, Angoulême, France
- 1990 : Scènes d’intérieur, Galerie Kordeuter, Zurich, Suisse
- 1990 : Les Écrans de Rêve, Galerie Gisèle Croës, Bruxelles, Belgique
- 1989 : Les écrans de Rêve, Galerie Gisèle Croës, Bruxelles, Belgique
- 1987 : Confidences, Galerie P.Vanderborght, Bruxelles, Belgique
- 1986 : Scènes d’intérieur, Galerie Maison et Jardin, Paris, France
- 1986 : Cuisine, Galerie P. Vanderbourght, Bruxelles, Belgique
- 1985 : La cuisine, Galerie P. Vanderborght, Bruxelles, Belgique
- 1975 : La Tour de Bebelle, Bruxelles, Belgique

### Expositions collectives
- 2010 : L’Amérique, c’est aussi notre histoire !, Tour & Taxis, Bruxelles, Belgique
- 2010 : Pour rire ! Daumier, Gavarni, Rops,  Musée Félicien Rops, Namur, Belgique
- 2010 : Shoe, shoe … SHOES, Musée de la Chaussure, Izegem, Belgique
- 2010 : Musical Instrument Museum (MIM) of Phoenix, États-Unis (permanent)
- 2009 : Vivat, Elizabeth, Palais de Catherine - Tsarkoïe Selo, Saint-Petersbourg, Russie (permanent)
- 2009 : D’or et de parchemin, Abbaye de Stavelot, Belgique (permanent)
- 2008 : Danser avec la gloire, Sotheby’s, Paris, France
- 2007 : Robes Marie Antoinette & Louis XVI, High Museum, Atlanta, États-Unis
- 2007 : Dior New Look, RIPPP !!! Paper Fashion, New Benaki, Athènes, Grèce
- 2006 : Jacky Kennedy’s wedding dress, F. Kennedy Presidential Library & Museum, Boston, États-Unis
- 2001 : Deux robes XVIIIe siècle, Musée de l’Orfèvrerie, Seneffe, Belgique
- 2000 : Sarah Bernhard, Bibliothèque nationale de France, Paris, France

### Décors en papier
- 2010 : Librarium, Bibliothèque Royale de Belgique, Bruxelles, Belgique
- 2010 : Artcurial (foire),  Paris, France
- 2006 : A Tribute to Fortuny, décors pour le bar Hôtel Cipriani, Venise, Italie
- 2006 : Hermès, vitrines, Hong Kong, Chine
- 2004 : Dior, défilé haute couture collection hiver, Paris, France
- 2004 : Dior Avenue Montaigne, vitrines, Paris, France
- 2003 : Body Craze, vitrine Selfridges, Londres, Angleterre